# Lazarus (comédie musicale)
Pour les articles homonymes, voir Lazarus.
Lazarus est une comédie musicale juke-box composée par David Bowie et coécrite avec Enda Walsh. Jouée la première fois fin 2015, elle fut l'une des dernières œuvres réalisées par Bowie avant sa mort le 10 janvier 2016.
La comédie musicale (certains préfèrent évoquer une « pièce musicale ») est inspirée du roman de Walter Tevis, L'Homme tombé du ciel. Bowie a précédemment joué dans l'adaptation cinématographique de ce même roman en 1976, réalisée par Nicolas Roeg.

## Distribution
Henry Hey assure la production, la réalisation musicale et l'orchestration de l'ensemble.
La mise en scène est assurée par Ivo van Hove. La comédie musicale a été portée sur scène au King’s Cross Theatre à Londres.
Les comédiens principaux sont Michael C. Hall et Michael Esper.

## Sortie CD
Lazarus (Original Cast Recording), 2 CD, Sony Music, 2016.  (EAN 0889853749126)